# Tercera división paraguaya
Tercera división paraguaya znana obecnie jako "Primera División B", jest trzecią ligą paragwajską, której rozgrywki organizowane są przez federację piłkarską Asociación Paraguaya de Fútbol.

## Historia
Do 2007 roku trzeciej lidze zwanej Primera de Ascenso grać mogły tylko kluby z zespołu miejskiego miasta Asunción (czyli Gran Asunción). Pozostałe kluby Paragwaju grały w turnieju Copa de Campeones de la UFI, który był jakby trzecią ligą dla klubów prowincjonalnych, skąd także można było awansować do drugiej ligi.
Obecnie trzecia liga paragwajska zwana jest Primera B.

## Lista mistrzów

### Segunda de Ascenso
- 1939: Deportivo Pinozá
- 1940: Deportivo Pinozá
- 1941: Rubio Ñú (B)
- 1942: Rubio Ñú (B)
- 1943: Club 12 de Octubre (Villa Aurelia)
- 1944: Sport Colombia B
- 1945: nie rozegrano
- 1946: nie rozegrano
- 1947: nie rozegrano
- 1948: Deportivo Pinozá
- 1949: Fernando de la Mora
- 1950: Fernando de la Mora
- 1951: Club General Caballero (San Felipe)
- 1952: Silvio Pettirossi
- 1953: Tacuary
- 1954: nie dokończono
- 1955: Atlético Tembetary
- 1956: Cerro Corá
- 1957: Silvio Pettirossi
- 1958: Fernando de la Mora
- 1959: Sportivo Ameliano
- 1960: Atlántida
- 1961: Tacuary
- 1962: Independiente (Campo Grande)
- 1963: Oriental
- 1964: Atlético Juventud
- 1965: Club 12 de Octubre (Santo Domingo)
- 1966: Club 24 de Setiembre
- 1967: Oriental
- 1968: Cerro Corá
- 1969: Sport Colombia
- 1970: Club 12 de Octubre (Villa Aurelia)
- 1971: Deportivo Recoleta
- 1972: Club 3 de Febrero
- 1973: Silvio Pettirossi
- 1974: Silvio Pettirossi
- 1975: Independiente (Campo Grande)
- 1976: Cerro Corá
- 1977: Capitán Figarí
- 1978: Atlántida
- 1979: Atlético Colegiales
- 1980: Independiente (Campo Grande)
- 1981: Atlántida
- 1982: Sportivo Trinidense
- 1983: Tacuary
- 1984: Silvio Pettirossi
- 1985: Sportivo Iteño
- 1986: Valois Rivarola
- 1987: Sportivo Trinidense
- 1988: Humaitá
- 1989: 8 de Diciembre (Caacupé)
- 1990: Sportivo Trinidense
- 1991: Valois Rivarola
- 1992: Atlético Tembetary
- 1993: General Caballero (Zeballos Cué)
- 1994: General Caballero (Campo Grande)
- 1995: Silvio Pettirossi
- 1996: Atlético Juventud

### Primera de Ascenso
- 1997: Club 12 de Octubre (Santo Domingo)
- 1998: Oriental
- 1999: Tacuary
- 2000: General Caballero (Zeballos Cué)
- 2001: Independiente (Campo Grande)
- 2002: Sportivo Trinidense
- 2003: Fernando de la Mora
- 2004: Silvio Pettirossi
- 2005: Rubio Ñú
- 2006: Presidente Hayes
- 2007: Sport Colombia

### Primera B
- 2008: Atlético Colegiales
- 2009: Sportivo San Lorenzo
- 2010: River Plate